# Sven-Erik Bucht
Sven-Erik Bucht, född 28 december 1954 i Karungi i Karl Gustavs församling i Norrbottens län, är en svensk politiker (socialdemokrat) som var Sveriges landsbygdsminister från 2014 till 2019. Han var ledamot av Sveriges riksdag mellan 2010 och 2019.

## Studier
Efter att ha tillträtt som statsråd 2014 lämnade Bucht in fakturor för språkkurser i engelska vid Företagsuniversitetet till en kostnad av 259 000 kronor.

## Arbetsliv
Innan Bucht blev politiker på heltid arbetade han som dansbandsmusiker, lantarbetare och försäljare.
Han var kommunstyrelsens ordförande och kommunalråd i Haparanda kommun 2003–2010 och utsågs 2007 till årets svensk av nyhetsmagasinet Fokus. Bucht var den person som lyckades övertala Ikea-grundaren Ingvar Kamprad att etablera ett nytt Ikea-varuhus i Haparanda. Därmed har Haparanda vänt från att tidigare ha varit en uträknad utflyttningsbygd till att 2006 vara tillväxtkommun nummer ett i hela landet, enligt tidningen Affärsvärldens mätning.
I 2010 års allmänna val valdes Bucht genom att erhålla 17 674 personvalsröster, till riksdagsledamot för Norrbottens läns valkrets. Den 3 oktober 2014 utsågs han till Sveriges landsbygdsminister i Regeringen Löfven I, och efterträddes av Jennie Nilsson den 21 januari 2019.
Efter att statsminister Stefan Löfven hade förts akut till sjukhus med ambulans i september 2015 ledde Bucht en kort period regeringsarbetet. Det sades bero på att det var sommar och han var tillgänglig. Åsa Romson hade nio månader tidigare utsetts till vice statsminister, och Romsons pressekreterare sade först felaktigt att det egentligen var Romson som skulle träda in för Stefan Löfven. Det tydliggjordes senare i en artikel i Dagens Nyheter att det faktiskt var Margot Wallström som var statsministerns ställföreträdare, eftersom hon hade flest tjänstgöringsår som statsråd och att Romsons roll som vice statsminister endast var ceremoniell.
Den 30 januari 2019 lämnade Sven-Erik Bucht sitt uppdrag som ledamot i riksdagen.